# 丸本大悟
丸本 大悟（まるもと だいご、1979年9月18日- ）は、日本の作曲家・編曲家・マンドリン奏者。

## 略歴
大阪府大阪市出身。5歳よりエレクトーンと楽典の基礎を学び、高校時代はロックバンドにて活動。大学よりマンドラを始め、龍谷大学マンドリンオーケストラ マンドラ首席奏者、ARSNOVA Mandolin Orchestra マンドラ奏者を経て、ARTE MANDOLINISTICA 及びARSNOVA Mandolin Ensemble にてマンドラ奏者を務める。作曲活動は高校より開始、ARSNOVA解散公演の為の「ARSNOVA組曲（末廣健児との共作）」、『組曲「杜の鼓動」』をはじめ、数多くの作曲委嘱を手がける。マンドリンオーケストラ曲の他、アンサンブル曲、独奏曲、編曲作品などがある。マンドリン、マンドラを井上泰信に師事し和声法を久保田孝に師事している。第2回大阪マンドリンコンクール&フェスティバルの作曲部門で、自身が作曲した「光彩」がアンサンブル部門にて第3位入賞、「Four Preludes」独奏曲部門で入選した。T.S.プロジェクトに所属し、プラネット・スピリタのメンバーとして活動していたが、契約を解除した。

## 主な作曲作品

### マンドリンオーケストラ曲
- 夢[注釈 1]
- ARSNOVA組曲 Ⅱ.Allegro[注釈 2]
- 組曲「杜の鼓動」
  - 第一楽章"欅の風景"
  - 第二楽章"魂の還る場所"
  - 第三楽章"街の灯"
- 組曲「杜の鼓動」第2番[4]
  - 第一楽章"そして桜は散り行く"
  - 第二楽章"過ぎにし季節と新しき命"
  - 第三楽章（未完成）[5]
- AZZURRO
- AZZURRO for Wedding（編曲構成：小原祐希/マンドリンオーケストラ編曲：末廣健児）
- 願いの叶う本[注釈 3][6]
- 星のしずく-空への扉-
- 深海
- 深空
- 光彩
- 虹彩
- 雨の世界
- 花の讃歌
  - 第1楽章 Sprout
  - 第2楽章 Growth
  - 第3楽章 Flower
  - 第4楽章 Inheritance
- Antarctica - for Piano and Mandolin Orchestra
  - 第1楽章 －89.2℃
  - 第2楽章 極夜
  - 第3楽章 オーロラ
- Amalthea ～for Mandolin Orchestra～
- 時間の宝箱(ときのたからばこ)
- 杜の鼓動Ⅳ-桜の風景-
- 杜の鼓動～ある雪の日の記憶
- Planetarium
  - 第1楽章 Adagio Reminiscenza
  - 第2楽章 Allegro con spirito
- 組曲「四季」～過ぎ行く季節に立ちて～
- 遠い日 for Mandolin Orchestra
- Spirit of Planet for Mandolin Orchestra

### 協奏曲
- Mandolin Concerto
- Mandolin Concerto-the second movement-

### アンサンブル曲
| 曲名                 | 編成・備考                                                                                      |
| -------------------- | ----------------------------------------------------------------------------------------------- |
| Now Printing!!       | マンドリン2部・マンドラテノール・クラシックギター                                               |
| eve                  | マンドラテノール・クラシックギター                                                              |
| Screen               | ギター四重奏                                                                                    |
| May                  | ギター四重奏/マンドラ・ギター二重奏                                                             |
| Amalthea             | マンドロンチェロ4重奏。のちに合奏版も発表される                                                 |
| 願いの叶う本         | マンドリン2部・マンドラテノール・マンドロンチェロ・クラシックギター。のちに合奏版も発表される。 |
| 過ぎ行く季節に立ちて |                                                                                                 |
| 春の想い             |                                                                                                 |
| 夏の瞬き             |                                                                                                 |
| 秋の言葉             |                                                                                                 |
| 冬の陽               |                                                                                                 |
| Incredulous          |                                                                                                 |
| After the Party      |                                                                                                 |
| 茜                   |                                                                                                 |
| Night-turn           |                                                                                                 |
| Happy Harmony        |                                                                                                 |
| Members Only         |                                                                                                 |
| 遠い日               | マンドリン・マンドラテノール二重奏                                                              |
| Spirit of Planet     |                                                                                                 |
| Purify               | マンドラテノール・マンドロンチェロ二重奏                                                        |

### 独奏曲
- AZZURRO for Mandolin Solo
- Winter
- eve
- Etude
- ROSSO
- 星明りの追想

## 主な編曲作品
- 歌劇 『ウィリアムテル』序曲[10]
- 歌劇 『ジャンニ・スキッキ』 より“私のお父さん”[11]